# Ассам

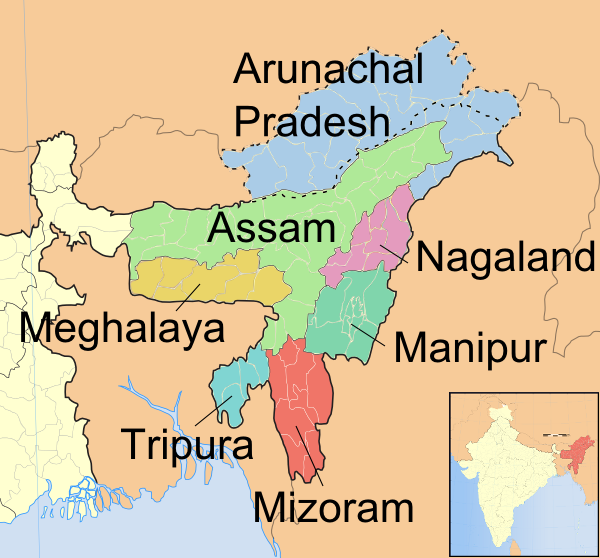
Ассам и штаты северо-восточной Индии

Асса́м (ассам. অসম [ˈɔxɔm] прослушатьо файле, англ. Assam) — штат на востоке Индии со столицей в Диспуре. Крупнейший город штата — Гувахати, население — 31 169 272 человек (14-е место среди штатов; данные 2011 г.). 
Регион славится всемирно известным ассамским чаем.

## География

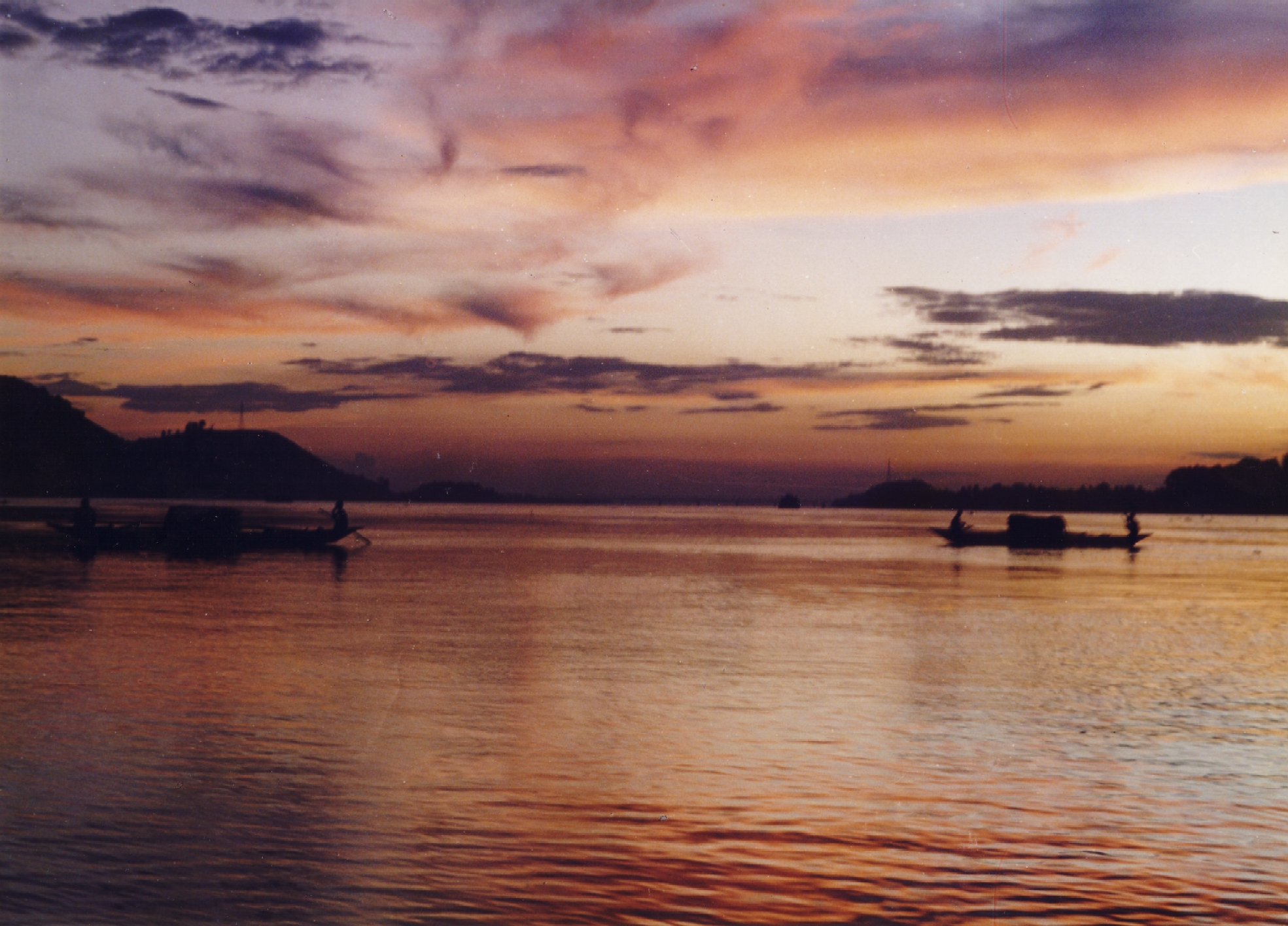
Вид на Брахмапутру

Площадь территории штата — 78 438 км² (16-е место в Индии).
Главная река штата — Брахмапутра; горная и порожистая в Аруначал-Прадеш, входя в Ассам, она становится более медленной и широкой, создавая речную долину 80-100 км в ширину и почти 1000 км в длину. Холмы Карьи-Англонг и Северный Качар вблизи Гувахати рассматриваются как часть первоначального плато. Через юг штата протекает река Барак, вместе с притоками также образующая долину шириной 40-50 км. 
В штате имеются месторождения нефти, газа и угля, а также залежи таких ископаемых как кварцит, силлиманит, каолинит, глина, полевой шпат. Геологически Ассам расположен на восточной границе Индостанской плиты — в месте, где она прогибается под Евразийскую тектоническую плиту. Регион подвержен таким стихийным бедствиям, как наводнения и небольшие землетрясения. Сильные землетрясения случаются редко, три зафиксированных имели место в 1869, 1897 (8,1 баллов по шкале Рихтера) и в 1950 г. (8,6 баллов).
Отличается большим разнообразием, включая экосистемы дождевых лесов, широколиственных лесов, травянистых равнин, болотистых территорий и др. На территории штата находится национальный парк Казиранга, признанный объектом всемирного наследия ЮНЕСКО. В парке обитает популяция такого редкого вида, как индийский носорог. Имеется ряд других национальных парков и заповедников.

### Климат
Ассам имеет тропический муссонный климат дождевых лесов, максимальные летние температуры составляют 35—38 °С, а минимальные зимние — 6—8 °С. Штат получает обильные осадки, которые зависят от сезонных муссонов.

## История

### Камарупа
Длительное время (с IV по XII века) на территории Ассама и прилегающих землях находилось государство Камарупа, которое в период расцвета владело частью Бангладеш и Бутана. В государстве Камарупа сменилось три династии — Варман, Млеччха и Пала (восточная ветвь). В последний период Камарупа заметно ослабла, а потом распалась на малые царства.
Среди государств после распада Камарупы доминировала Кармата, а позднее — Ахом, цари которого считали себя правопреемниками царства Камарупа.

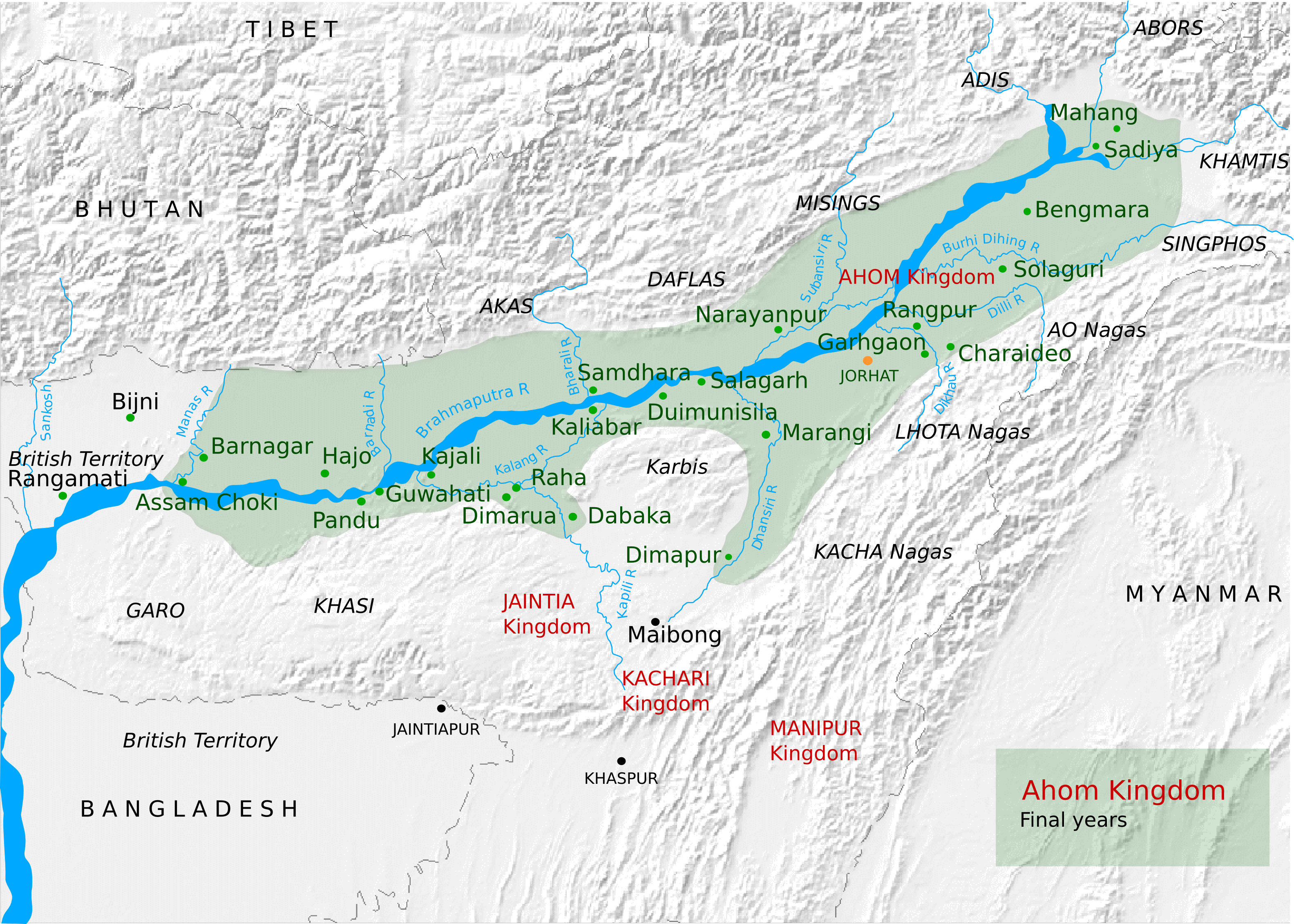
Территория царства Ахом на 1826 год.

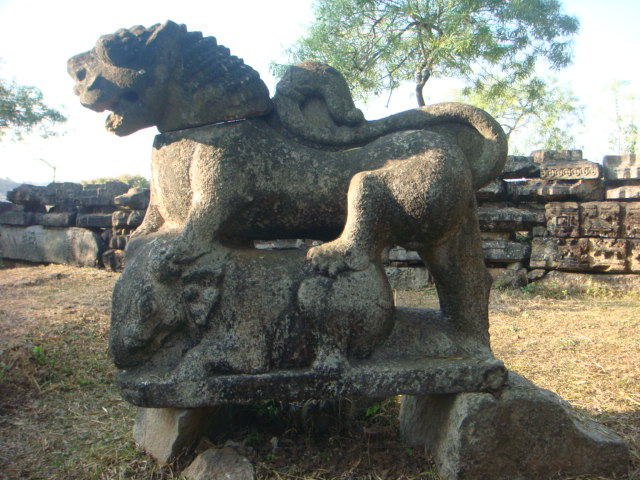
Лев, найденный при раскопках в Мадан Камдеве, от дворца Камарупа (IX—X века).

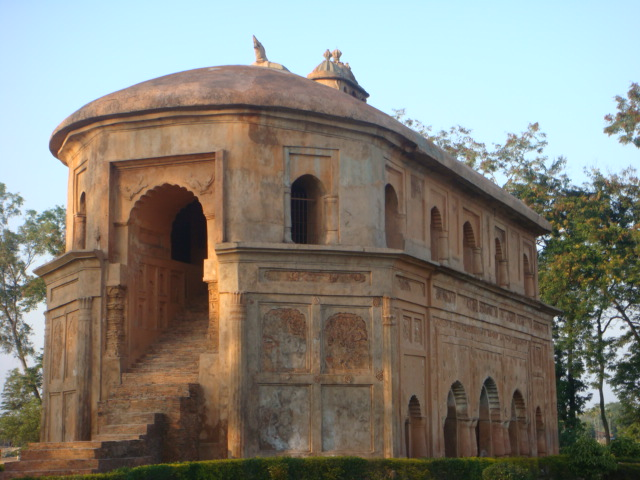
Павильон Ранг Чар построенный в Сибсагаре в 1744—1851 годах.

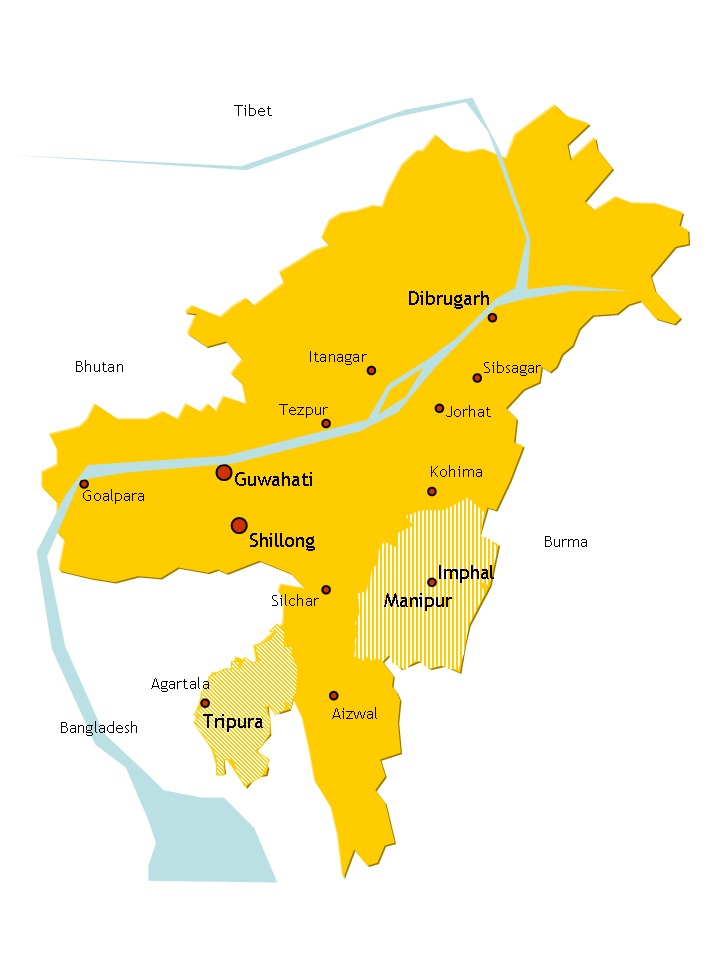
Карта Ассама в 1950 году. Нагаланд, Мегхалая и Мизорам образовались в 1960-70-е годы. Столица переместилась в Диспур, часть города Гувахати. Аруначал-Прадеш выделился как отдельный штат в 1962 году после Индийско-китайской войны 1962 года

### Ахом
Династия Ахом, которая положила основание одноимённому индийскому царству (самоназвание штата Ассам — фонетический вариант того же слова), была основана выходцами с территории современной провинции Юньнань в Китае после их вооружённого вторжения в XIII веке.

### Первая англо-бирманская война
Ассам стал частью Британской империи в результате Первой англо-бирманской войны 1824—1826. Перед этими событиями в 1822 бирманцы заняли Ассам и продвинулись к британским границам, в ответ британцы аннексировали весь Ассам.

### Ассам в составеБританской империи
Во времена Британской империи англичане закрепились в Ассаме, постепенно расширяя территорию, и образовали большой штат «Бенгалия и Ассам», территорией которого были Бангладеш, Западная Бенгалия и северо-восточная Индия.

### Ассам в составе независимой Индии
Когда в 1947 году Индия обрела независимость, Ассам стал большим штатом, объединяющим северо-восточные районы Индии. Ассам оказался крайне нестабильным образованием, в нём действовали и действуют до сих пор многочисленные повстанческие группы, национально-освободительные движения, сепаратистские движения, от умеренных до радикальных и террористических. (см. также Гражданская война в Ассаме).
В дальнейшем, по мере роста сепаратизма, Ассам стал рассыпаться. Теперь территорию бывшего Ассама и зависимых от него государств занимают «семь сестёр» — собственно Ассам, Манипур, Трипура, Мизорам, Мегхалая, Нагаленд и Аруначал-Прадеш. Каждый из этих штатов был образован в процессе многолетней борьбы за независимость и самоопределение, некоторые из них долгое время носили подчинённые статусы «провинции группы С» или «Союзной Территории». Китайско-индийская пограничная война 1962 года привела к образованию штата Аруначал-Прадеш, выделившегося из Ассама. Китай при этом считает значительную часть территории этого штата своей и не признаёт юрисдикции Индии.
Ситуация осложнялась также притоком беженцев из Бангладеш. В 1961 году правительство стало бороться за обязательность использования ассамского языка, пытаясь выдавливать из штата говорящих на бенгальском в Качар. В 1979—1985 годах в долине Брахмапутры проводилась шестилетняя кампания «Ассам для ассамцев» (англ. Assam Agitation), сопровождаемая борьбой за голоса и права выбора в органы власти. Эта кампания привела к выдворению мигрантов обратно в Бангладеш. Кампания прекратилась под давлением центрального правительства Индии.
Несмотря на образование новых штатов, сепаратизм в конце семидесятых годов в оставшемся Ассаме резко возрос и принял форму вооружённой борьбы. Увеличил активность Объединённый фронт освобождения Ассама (ULFA) и Национально-демократический фронт Бодоланда (NDFB). С ноября 1990 индийская армия стала проводить военные операции, однако конфликт от этого затянулся на многие годы. Выросло количество национальных вооружённых группировок (таких как UPDS, HPDC). Бодоланд смог добиться автономии в 2003 году, прекратив борьбу.

## Население
По данным на 2011 год, население штата составило 31 169 272 человек. Уровень грамотности — 76,3 % (значительно выше среднеиндийского), на 2001 год этот показатель составлял 63,3 %. Вторая половина XX века была отмечена быстрым ростом населения, уровень урбанизации достигает 12,9 %.

### Этнический состав
В штате проживают порядка 115 различных этнических групп, говорящих более чем на 45 языках. Наиболее распространены индоарийские языки: ассамский (57,81 % от населения) и бенгальский (21,67 %). За ними следует тибето-бирманский язык бодо (5,28 %). Носители хинди составляют 4,62 %, среди небольших этнических групп распространены языки австроазиатской и тибето-бирманской семей. Бенгальский язык распространён на юго-востоке штата (долина Барак), а также в западных округах. Кроме стандартного бенгальского, имеет место также язык или диалект силхети, распространённый также по другую сторону границы, в северо-восточной Бангладеш. Во всех округах имеются носители непальского языка.

### Религиозный состав
Большая часть населения исповедует индуизм (более 65 %), вторая по распространённости религия — ислам (около 31 % населения), а третья — христианство (3,7 %). Имеются немногочисленные общины буддистов, сикхов и джайнистов. Среди ассамских племён распространены индуизм (90,7 %) и христианство (8,8 %).
Динамика численности населения:
- 1951 — 8 029 000 чел.
- 1961 — 10 837 000 чел.
- 1971 — 14 625 000 чел.
- 1981 — 18 041 000 чел.
- 1991 — 22 414 000 чел.
- 2001 — 26 656 000 чел.

Крупные города:
- Гувахати — 808 021 чел.
- Силчар — 142 393 чел.
- Дибругарх — 122 523 чел.
- Нагаон — 107 471 чел.
- Тинсукия — 85 519 чел.
- Джорхат — 66 450 чел.

## Административно-территориальное деление
Штат включает в себя следующие округа:
- Бакса
- Барпета
- Бонгайгаон
- Гоалпара
- Голагхат
- Дарранг
- Джорхат
- Дибругарх
- Дхемаджи
- Дхубри
- Камруп
- Городской округ Камруп
- Карби-Англонг
- Каримгандж

- Качар
- Кокраджхар
- Лакхимпур
- Маригаон
- Нагаон
- Налбари
- Горы Северный Качар
- Сибсагар
- Сонитпур
- Тинсукия
- Удалгури
- Хайлаканди
- Чиранг

В 1951 году Ассам состоял из следующих округов: Гоалпара, Камруп, Дарранг, Нагаон, Лакхимпур, Сибсагар, Горы Северного Качара (создан в 1950 году), Качар, Горы Гаро, Объединённые горы Кхаси и Джаинтия, Горы Мизо, Кохима и Туенсанг. Позже был создан округ Мококчунг из части округа Туенсанг.
В 1957 году округа Кохима, Туенсанг и Мококчунг образовали территорию Горы Нага — Туенсанг. В 1970 году сформирован округ Карби Англонг (из части округа Горы Северного Качара). В 1972 году округа Горы Гаро и Объединённые горы Кхаси и Джаинтия образовали штат Мегхалая, округ Горы Мизо образовал союзную территорию Мизорам. Тогда же был создан округ Дибругарх из части округа Лакхимпур.
Значительно увеличилось число округов в 1980-е годы. Из округа Гоалпара выделены новые округа Дхубри, Кокраджхар и Бонгалгаон, из округа Камруп — Налбари и Барпета, из округа Дарранг — Сонитпур, из округа Нагаон — Маригаон, из округа Сибсагар — Голагхат и Джорхат, из округа Лакхимпур — Дхемаджи, из округа Дибругарх — Тинсукия, из округа Качар — Каримгандж и Хайлаканди.
Последние изменения произошли в 2000-е годы. В 2003 году выделен Городской округ Кампур из округа Кампур. В 2004 году на территории Бодоланда созданы округа Чиранг, Бакса и Удалгури.

## Экономика
Основа экономики региона — сельское хозяйство. Культивируются такие экспортные культуры как джут, чай. В регионе ведётся добыча нефти. Регион обладает большими запасами гидроресурсов (река Брахмапутра и её притоки). Имеются множество мелких месторождений золота, поделочного камня, добыча которых ведётся старательским способом

## Культура
Тибето-бирманские, австроазиатские и тайские народы Ассама при сложении единой государственности пережили длительный период индуизации и санскритизации. С 1917 в Ассаме действует Ассам Сахитья Сабха (ассам. অসম সাহিত্য সভা, буквально — «Литературное общество Ассама») — неправительственная некоммерческая организация, оказывающая содействие в развитии ассамского языка, ассамской литературы и культуры. При этом в Ассаме сохранился ряд неродственных индоевропейцам народов, поддерживающих традиционный племенной уклад и образ жизни. В результате племенные фестивали, которые союзные племена празднуют ежегодно (и к которым привязаны соответствующие индуистские легенды), значительно отличаются от индуистских праздников Индии.
Значительное влияние на культуру Ассама оказали беженцы из Восточного Пакистана (ныне Бангладеш), среди которых прибыла значительная часть высокообразованного населения современного Ассам.

### Праздники
Биху — наиболее распространённый праздник, отмечаемый по всему Ассаму. Этот нерелигиозный праздник включает 3 этапа жизни человека, живущего сельским хозяйством: ронгали (или бохаг) отмечается с приходом весны и началом посева, конгали (или кати) отмечается с окончанием посева, бхогали (магх) отмечается в благодарность, когда урожай уже собран и амбары полны зерном. С ростом городского образа жизни характер празднования биху довольно сильно изменился. Другой распространённый праздник в регионе — дурга-пуджа. Имеется также большое количество других праздников, празднуемых определёнными этническими группами или присущих определённой местности. Мусульманским населением отмечаются курбан-байрам, ураза-байрам и другие важные религиозные праздники ислама.

## Образование

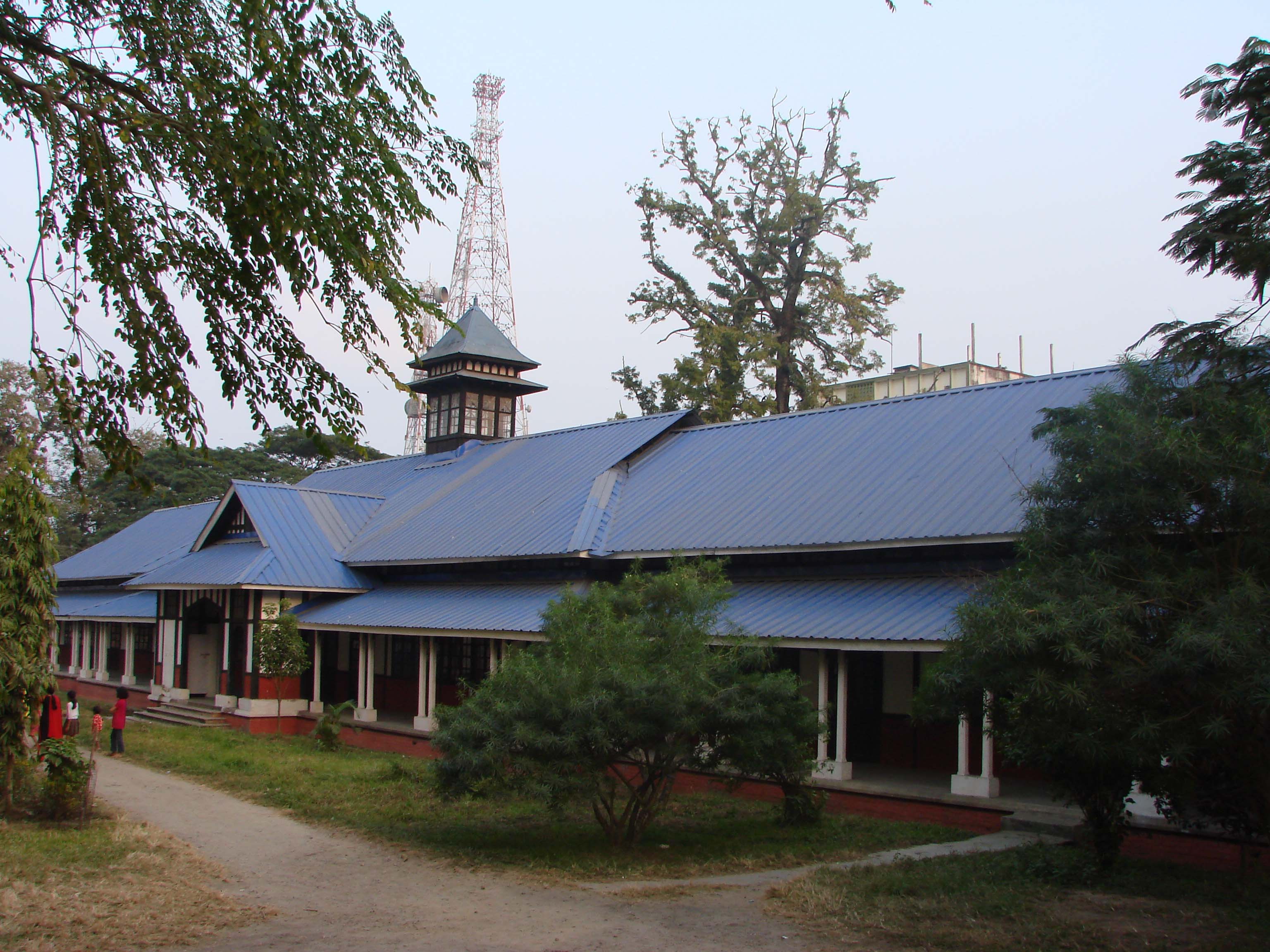
Assam Cotton College

Ассам может похвастаться наиболее распространённой сетью высших учебных заведений среди всех штатов на северо-востоке Индии, что сделало его важным центром образования. 
Основные университеты включают:
- Gauhati University
- Dibrugarh University
- Tezpur University
- Assam University (в Силчаре)
- Assam Agricultural University (в Джорхате)
- Assam Don Bosco University

Имеются также медицинские колледжи в Дибругархе, Силчаре, Гувахати, Джорхати, Барпета.

## Медиа
Ежедневные газеты включают: The Times of India, Gana Adhikar, Asomiya Pratidin, Asomiya Khobor, Amar Asom, Dainik Janambhumi, Dainik Asom, Aajir Dainik Batori, Janasadharan, Dainik Janambhumi, Dainik Agradoot, Aji , The Telegraph, The Assam Tribune, The Sentinel, Samay Prabaha, Dainik Jugasankha, Samayik Prasanga, Sonar Cachar, Edin, Dainik Purvodaya, The Assam Post, Dainindin Barta (печатаются преимущественно на ассамском языке, в меньшей мере — на английском и бенгали).
Еженедельные газеты: Sadin и Asom Bani.
Ряд кабельных телеканалов, таких как: NE TV, News Live, DY 365, News Time Assam, DD North-East, Frontier TV, Prime News; ведут трансляции на различных языках штата, также как на официальных английском и хинди.